# الجرجرة (ريمة)

تعديل مصدري - تعديل

قرية الجرجرة  هي إحدى قرى عزلة البيادح الواقعة ضمن مديرية الجعفرية التابعة لمحافظة ريمة، بلغ تعداد سكانها (297) نسمة حسب تعداد اليمن لعام 2004.

## المحلات التابعة للقرية
- الجرجرة السفلى
- شعب الدبابة

## روابط خارجية
- الدليل الشامــل